# Hypnum siphotheca
Hypnum siphotheca är en bladmossart som beskrevs av C. Müller 1858. Hypnum siphotheca ingår i släktet flätmossor, och familjen Hypnaceae. Inga underarter finns listade i Catalogue of Life.